# Nehemia Gordon
Nehemia Gordon (נחמיה גורדון) (nacido el 1 de enero de 1972 en Chicago) es un investigador sobre los antiguos orígenes hebreos del judaísmo y el cristianismo. Es conocido por trabajar como traductor en los Manuscritos del Mar Muerto y como investigador descifrando manuscritos hebreos antiguos. Ha trabajado con Emanuel Tov, y es una figura del judaísmo caraíta contemporáneo.

## Vida
Nehemiah Gordon nació en 1972 en el estado norteamericano de Illinois, en el seno de una familia judía. Procede, según alega Nehemiah, de una antigua familia de rabinos y que también recibió una formación rabínica ortodoxa clásica, pero no ha mostrado evidencia. Dice que de joven rechazó la tradición oral de la Ley Mosaica (Mishnah) y el Talmud. Sus argumentos sobre el Santo Nombre de Dios son muy similares a los propuestos por los Testigos en su revista la Atalaya. Coincidentemente, el líder de los Testigos en Tel Aviv era también de apellido Gordon. Nehemiah en sus presentaciones refleja muchas solidaridad con las enseñanzas y forma de argumentar de los Testigos.
En 1993, emigró a Israel y se instaló en la Ciudad Vieja de Jerusalén. Se hizo miembro del judaísmo caraíta y desde entonces ha formado parte de la junta directiva de la Kenesa de Jerusalén. En la Universidad Hebrea de Jerusalén realizó un máster y participó en el proyecto de publicación de los Rollos del Mar Muerto coordinado por Emanuel Tov y en el Proyecto Bíblico de la Universidad Hebrea bajo los auspicios de Shemaryahu Talmon.
En 1999, Gordon cofundó un movimiento caraíta y varias instituciones caraítas, y también realizó investigaciones académicas para destacar la superioridad del caraísmo sobre el judaísmo rabínico. Esta investigación también le llevó a discutir de nuevo sobre Jesús y el Nuevo Testamento. En 2007-2008 fue decano de la Universidad Judía Caraíta. Gordon viaja regularmente a Estados Unidos y participa en varios debates televisivos.
Nehemia Gordon tiene un máster en Estudios Bíblicos y una licenciatura en Arqueología por la Universidad Hebrea de Jerusalén. En el 2021 obtuvo su doctorado en filosofía en la Universidad Bar Ilán.

## Obras

### Estudios sobre los Manuscritos del Mar Muerto
- The Dead Sea Scrolls Reader, Part 1. Texts Concerned with Religious Law. ISBN 90-04-12650-3.
- The Dead Sea Scrolls Reader, Part 2. Exegetical Texts. ISBN 90-04-12648-1.
- The Dead Sea Scrolls Reader, Part 6. Additional Genres and Unclassified Texts. ISBN 90-04-12646-5.

### Obras caraítas
- As It Is Written: A Brief Case for Karaism by Shawn Lichaa, Nehemia Gordon, and Meir Rekhavi. ISBN 0-9762637-1-8.
- The Pronunciation of the Name.

### Estudios sobre Jesús y el judaísmo
- The Hebrew Yeshua vs. the Greek Jesus. ISBN 0-9762637-0-X.
- A Prayer to Our Father: Hebrew Origins of the Lord's Prayer by Nehemia Gordon and Keith Johnson. ISBN 0-9762637-4-2.